# سفين بيرغمان
سفين بيرغمان (بالسويدية: Sven Bergman)‏ هو صحفي سويدي، ولد في 12 نوفمبر 1967.